# Drenovec (gmina Zavrč)
Drenovec – wieś w Słowenii, w gminie Zavrč. W 2018 roku liczyła 59 mieszkańców.